# Morro do Moco
Morro do Moco (del umbundu omoco, 'cuchillo') es el punto más alto en el país africano de Angola. Se encuentra ubicado en la provincia de Huambo en Angola occidental.

## Origen del nombre
Cuenta la leyenda que un cazador que había llegado al morro, al volver con su presa dejó olvidado su cuchillo (omoco en umbundu) en el lugar. Al darse cuenta pidió ayuda a otros cazadores para regresar a recuperarlo, sin embargo los cazadores nunca volvieron del morro. El hecho habría quedado en la memoria colectiva y con la introducción del portugués habría tomado el nombre de morro do Moco.